# Triplet (futbol)

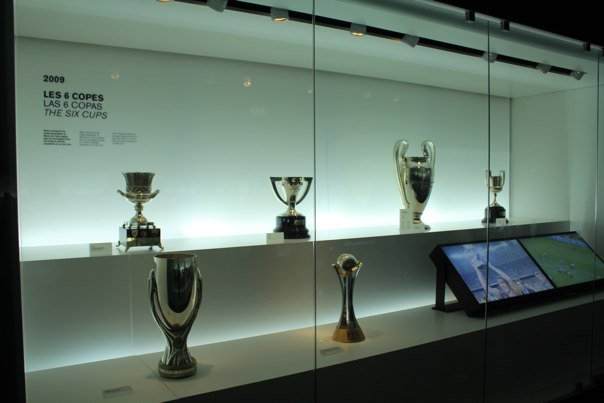
Imatge de les 6 copes aconseguides pel FC Barcelona durant l'any 2009.

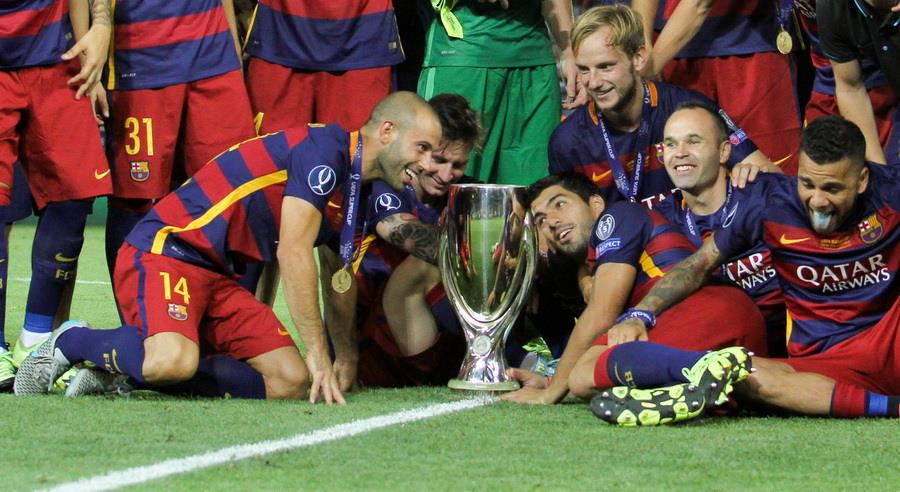
Barcelona és el priemr club europeu en guanyar dos triplets, 2008–09 i 2014–15.

Un triplet en futbol és la consecució, en una mateixa temporada, de tres dels títols pels quals un equip competeix. En la majoria dels casos un triplet fa referència al triplet continental, a la lliga i la copa domèstiques, a més d'una competició internacional. Tot i que guanyar un trofeu continental de segon nivell (per exemple, Lliga Europa) també s'ha descrit com un triplet continental, no és tan àmpliament acceptat. També pot existir el triplet domèstic, format per la lliga i la copa domèstica, a més d'una tercera competició secundària, normalment la Copa de la Lliga o, de no existir aquesta, la Supercopa.

## Categoria masculina

### Europa (UEFA)
Aquesta situació s'ha donat, a nivell europeu, en diverses ocasions, quan els següents equips han guanyat la Lliga, la Copa i la Champions League. El FC Barcelona i l'FC Bayern de Múnic són els únics equips que han repetit un triplet.
| Club                | País          | Triplets | Temporades       | Refs.                |
| ------------------- | ------------- | -------- | ---------------- | -------------------- |
| FC Barcelona        | Catalunya     | 2        | 2008-09, 2014-15 | [ 10 ] [ 3 ]         |
| Bayern Munic        | Alemanya      | 2        | 2012-13, 2019-20 | [ 10 ] [ 3 ]         |
| Celtic              | Escòcia       | 1        | 1966-67          | [ 10 ] [ 3 ]         |
| Ajax                | Països Baixos | 1        | 1971-72          | [ 10 ] [ 3 ]         |
| PSV Eindhoven       | Països Baixos | 1        | 1987-88          | [ 10 ] [ 3 ]         |
| Manchester United   | Anglaterra    | 1        | 1998-99          | [ 10 ] [ 3 ]         |
| Inter de Milà       | Itàlia        | 1        | 2009-10          | [ 10 ] [ 3 ]         |
| Manchester City     | Anglaterra    | 1        | 2022-23          | [ 10 ] [ 11 ] [ 12 ] |
| Paris Saint-Germain | França        | 1        | 2024-25          | [ 10 ]               |

A més els següents equips han guanyat durant la mateixa temporada la Lliga, la Copa i la Copa de la UEFA
- IFK Göteborg (1982)
- Galatasaray SK (2000)
- Futebol Clube do Porto (2003 i 2011)
- CSKA Moscou (2005)

Els següents equips aconseguiren a més algun títol addicional l'any del triplet:
- El Celtic de Glasgow aconseguí a més la Copa de la Lliga escocesa de futbol
- El Manchester United Football Club aconseguí a més la Copa Intercontinental de futbol.
- L'Ajax Amsterdam aconseguí dos títols addicionals; la Copa Intercontinental de futbol i la Supercopa d'Europa de futbol
- L'Inter de Milà també sumà dos títols extres; la Supercopa d'Itàlia i el Mundial de Clubs de la FIFA.
- El Futbol Club Barcelona és l'únic club que ha guanyat sis títols en un mateix any. A més del triplet, l'any 2009 aconseguí la Supercopa d'Espanya de futbol, la Supercopa d'Europa de futbol i el Mundial de Clubs de la FIFA.

### Àsia (AFC)
| Club                     | País           | Triplets | Temporades | Refs.        |
| ------------------------ | -------------- | -------- | ---------- | ------------ |
| Yomiuri FC (Tokyo Verdy) | Japó           | 1        | 1987       | [ 13 ] [ 3 ] |
| Al Hilal                 | Aràbia Saudita | 1        | 2019-20    | [ 14 ] [ 3 ] |

### Àfrica (CAF)
| Club                   | País           | Triplets | Temporades                         | Refs.                                    |
| ---------------------- | -------------- | -------- | ---------------------------------- | ---------------------------------------- |
| Al Ahly                | Egipte         | 4        | 2005-06, 2006-07, 2019-20, 2022-23 | [ 15 ] [ 3 ] [ 16 ] [ 17 ] [ 18 ] [ 19 ] |
| Englebert (TP Mazembe) | R.D. del Congo | 1        | 1967                               | [ 20 ] [ 3 ]                             |
| Vita Club              | Zaire          | 1        | 1973                               | [ 21 ] [ 3 ]                             |
| MC Alger               | Algèria        | 1        | 1976                               | [ 22 ] [ 3 ]                             |
| Hearts of Oak          | Ghana          | 1        | 2000                               | [ 23 ] [ 3 ]                             |
| Espérance Tunis        | Tunísia        | 1        | 2011                               | [ 24 ] [ 3 ]                             |

### Amèrica del Nord (CONCACAF)
| Club          | País              | Triplets | Temporades | Refs.                |
| ------------- | ----------------- | -------- | ---------- | -------------------- |
| Cruz Azul     | Mèxic             | 2        | 1969, 1997 | [ 25 ] [ 3 ]         |
| Defence Force | Trinitat i Tobago | 1        | 1985       | [ 26 ] [ 3 ]         |
| Monterrey     | Mèxic             | 1        | 2019-20    | [ 27 ] [ 28 ] [ 29 ] |

### Oceania (OFC)
| Club             | País           | Triplets | Temporades                      | Refs.                |
| ---------------- | -------------- | -------- | ------------------------------- | -------------------- |
| Auckland City    | Nova Zelanda   | 4        | 2005-06, 2013-14, 2014-15, 2022 | [ 30 ] [ 31 ] [ 32 ] |
| Waitakere United | Nova Zelanda   | 1        | 2007-08                         | [ 33 ] [ 3 ]         |
| Hienghène Sport  | Nova Caledònia | 1        | 2019                            | [ 34 ] [ 3 ]         |

## Categoria femenina

### Europa (UEFA)
| Club                                   | País       | Triplets | Temporades                        | Refs.                |
| -------------------------------------- | ---------- | -------- | --------------------------------- | -------------------- |
| OL Lyonnes                             | França     | 5        | 2011‍–‍12, 2015‍–‍16, 2016‍–‍17, 2018‍–‍19, 2019‍–‍20 | [ 35 ]               |
| 1. FFC Frankfurt (Eintracht Frankfurt) | Alemanya   | 2        | 2001-02, 2007-08                  | [ 36 ] [ 37 ]        |
| FC Barcelona                           | Catalunya  | 2        | 2020‍–‍21, 2023‍–‍24                      | [ 38 ] [ 39 ] [ 40 ] |
| Arsenal                                | Anglaterra | 1        | 2006-07                           | [ 41 ] [ 42 ] [ 43 ] |
| VfL Wolfsburg                          | Alemanya   | 1        | 2012-13                           | [ 44 ]               |

### Àsia (AFC)
| Club               | País | Triplets | Temporades | Refs.         |
| ------------------ | ---- | -------- | ---------- | ------------- |
| Tokyo Verdy Beleza | Japó | 1        | 2019       | [ 45 ] [ 46 ] |

### Àfrica (CAF)
| Club   | País   | Triplets | Temporades | Refs.  |
| ------ | ------ | -------- | ---------- | ------ |
| AS FAR | Marroc | 1        | 2022-23    | [ 47 ] |

### Amèrica del Sud (CONMEBOL)
| Club        | País   | Triplets | Temporades | Refs.         |
| ----------- | ------ | -------- | ---------- | ------------- |
| Corinthians | Brasil | 2        | 2023, 2024 | [ 48 ] [ 49 ] |

### Oceania (OFC)
| Club            | País           | Triplets | Temporades | Refs.         |
| --------------- | -------------- | -------- | ---------- | ------------- |
| AS Academy      | Nova Caledònia | 1        | 2023       | [ 50 ] [ 51 ] |
| Auckland United | Nova Zelanda   | 1        | 2024       | [ 52 ] [ 53 ] |